# Junte centrale
La Junte centrale pendant la guerre d'indépendance espagnole, la junte était le nom choisi par plusieurs administrations locales espagnoles comme alternative patriotique à l'administration officielle considérée comme passive face à l'invasion française.
La Junte de Séville se crée ainsi, le 28 juin 1808, et déclare la guerre à Napoléon.